# Pedicularis cabulica
Pedicularis cabulica är en snyltrotsväxtart som beskrevs av George Bentham. Pedicularis cabulica ingår i släktet spiror, och familjen snyltrotsväxter. Inga underarter finns listade i Catalogue of Life.